# Roger Wilson (rugby à XV, 1981)
Pour les articles homonymes, voir Roger Wilson et Wilson.
Pas d'image ? Cliquez ici

a Compétitions nationales et continentales officielles uniquement.

b Matchs officiels uniquement.
Dernière mise à jour le 15 décembre 2017.
Roger Graham Wilson, né le 21 septembre 1981 à Belfast, est un joueur irlandais de rugby à XV, évoluant au poste de troisième ligne centre. Il compte 1 sélection avec l'équipe d'Irlande.

## Biographie
Roger Wilson obtient sa première et unique cape internationale à l’occasion d’un test-match le 12 juin 2005 contre l'équipe du Japon. Il joue avec l'Ulster en Coupe d'Europe et en Celtic league jusqu'en 2008. Il rejoint ensuite le club anglais des Northampton Saints alors que celui-ci remonte en première division anglaise. Il y reste quatre saisons avant de revenir en 2012 jouer à l'Ulster, son club d'origine.

## Palmarès
- Vainqueur du Challenge européen en 2009
- Vainqueur de la Coupe anglo-galloise en 2010
- Vainqueur de la Celtic League en 2006
- Finaliste de la Coupe anglo-galloise en 2012

## Statistiques en équipe nationale
- 1 sélection
- Sélections par années : 1 en 2005